# Contre-la-montre féminin des juniors aux championnats du monde de cyclisme sur route 2016
Navigation
Richmond 2015 Bergen 2017
Le contre-la-montre féminin des juniors aux championnats du monde de cyclisme sur route 2016 a  eu lieu sur 13,7 kilomètres le 10 octobre 2016 à Doha, au Qatar.
Le titre est remporté par la Néerlandaise Karlijn Swinkels, qui parcourt la distance en 18 min 21 s 77. Elle devance l'Italienne Lisa Morzenti, championne d'Europe, de sept secondes, et la Française Juliette Labous de 21 secondes.

## Classement
| Rang | Coureuse              | Pays             | Temps           |
| ---- | --------------------- | ---------------- | --------------- |
| 1    | Karlijn Swinkels      | Pays-Bas         | 18 min 21 s 77  |
| 2    | Lisa Morzenti         | Italie           | + 7 s 35        |
| 3    | Juliette Labous       | France           | + 21 s 35       |
| 4    | Skylar Schneider      | États-Unis       | + 30 s 03       |
| 5    | Hannah Arensman       | États-Unis       | + 34 s 05       |
| 6    | Franziska Brauße      | Allemagne        | + 34 s 26       |
| 7    | Simone Eg             | Danemark         | + 38 s 41       |
| 8    | Alessia Vigilia       | Italie           | + 42 s 13       |
| 9    | Madeleine Fasnacht    | Australie        | + 43 s 60       |
| 10   | Elena Pirrone         | Italie           | + 43 s 67       |
| 11   | Madeleine Park        | Nouvelle-Zélande | + 48 s 87       |
| 12   | Maaike Boogaard       | Pays-Bas         | + 50 s 59       |
| 13   | Susanne Andersen      | Norvège          | + 52 s 52       |
| 14   | Aurela Nerlo          | Pologne          | + 1 min 1 s 32  |
| 15   | Chloe Moran           | Australie        | + 1 min 2 s 21  |
| 16   | Christa Riffel        | Allemagne        | + 1 min 2 s 27  |
| 17   | Johanne Märcher       | Danemark         | + 1 min 4 s 42  |
| 18   | Karina Kasenova       | Russie           | + 1 min 8 s 43  |
| 19   | Tatiana Dueñas        | Colombie         | + 1 min 13 s 30 |
| 20   | Sara Martín           | Espagne          | + 1 min 13 s 53 |
| 21   | Karin Penko           | Slovénie         | + 1 min 16 s 72 |
| 22   | Léna Mettraux         | Suisse           | + 1 min 17 s 30 |
| 23   | Clara Copponi         | France           | + 1 min 21 s 71 |
| 24   | Wiktoria Pikulik      | Pologne          | + 1 min 22 s 01 |
| 25   | Laurie Jussaume       | Canada           | + 1 min 29 s 95 |
| 26   | Andrea Ramírez        | Mexique          | + 1 min 36 s 60 |
| 27   | Erin Attwell          | Canada           | + 1 min 38 s 18 |
| 28   | Anne-Sophie Harsch    | Luxembourg       | + 1 min 39 s 12 |
| 29   | Miriam Gardachal      | Espagne          | + 1 min 41 s 77 |
| 30   | Adéla Šafářová        | Tchéquie         | + 1 min 47 s 11 |
| 31   | Mikayla Harvey        | Nouvelle-Zélande | + 2 min 1 s 93  |
| 32   | Lynette Benson        | Afrique du Sud   | + 2 min 4 s 98  |
| 33   | Yulin Águila          | Mexique          | + 2 min 8 s 53  |
| 34   | Katja Kerpan          | Slovénie         | + 2 min 10 s 78 |
| 35   | Misuzu Shimoyama      | Japon            | + 2 min 37 s 78 |
| 36   | Nicolene Marais       | Afrique du Sud   | + 2 min 51 s 92 |
| 37   | Chaniporn Batriya     | Thaïlande        | + 2 min 52 s 84 |
| 38   | Yang Jiahuan          | Chine            | + 3 min 31 s 22 |
| 39   | Kanyarat Kesthonglang | Thaïlande        | + 3 min 34 s 05 |
| 40   | Chang Yue             | Chine            | + 3 min 59 s 63 |